# Phủ Lý

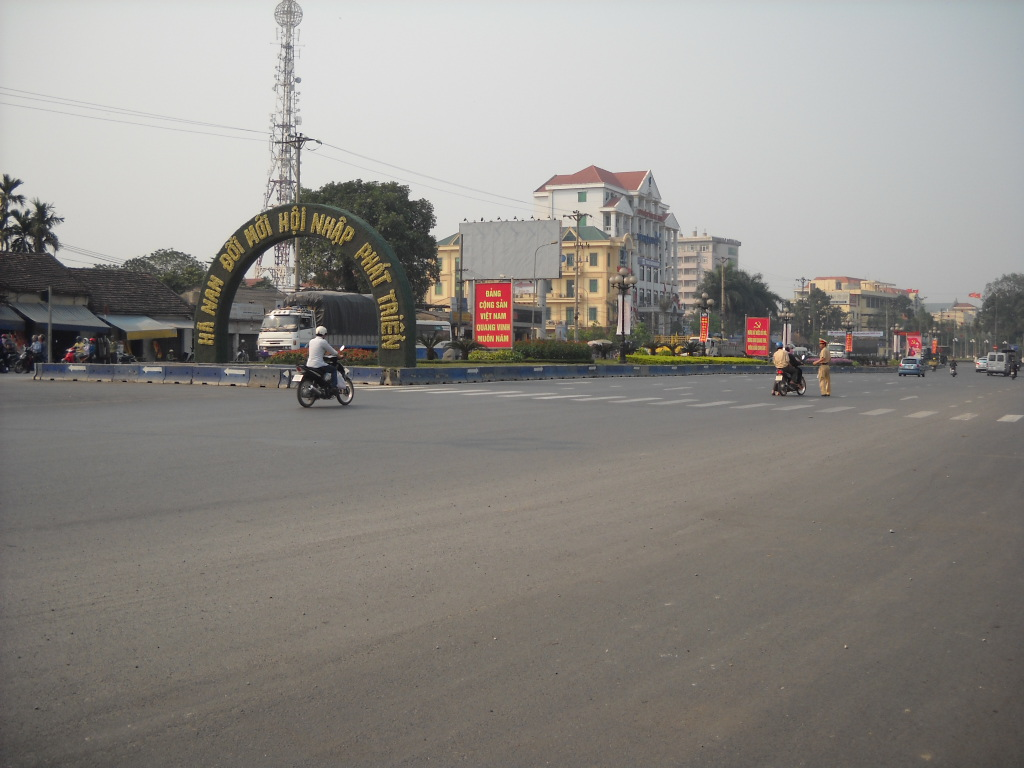
Gata i centrala Phu Ly.

Phu Ly (på vietnamesiska Phủ Lý) är en stad i Vietnam och är huvudstad i provinsen Ha Nam. Folkmängden uppgick till 81 886 invånare vid folkräkningen 2009, varav 40 139 invånare bodde i själva centralorten.